# Ratkovo
Ratkovo es un municipio del distrito de Martin en la región de Žilina, Eslovaquia, con una población estimada a final del año 2024 de 213 habitantes.
Se encuentra ubicado al oeste de la región, cerca del curso alto del río Váh (cuenca hidrográfica del Danubio) y del parque nacional de Veľká Fatra.

## Demografía
| Año        | 1994 | 2004    | 2014    | 2024     |
| ---------- | ---- | ------- | ------- | -------- |
| Población  | 175  | 187     | 181     | 213      |
| Diferencia |      | +6,85 % | −3,20 % | +17,67 % |

| Año        | 2023 | 2024    |
| ---------- | ---- | ------- |
| Población  | 212  | 213     |
| Diferencia |      | +0,47 % |